# Забыть Палермо (фильм)
«Забыть Палермо» — кинофильм итальянского режиссёра Франческо Рози. Экранизация одноимённого романа французской писательницы Эдмонды Шарль-Ру.

## Сюжет
Один из кандидатов на пост мэра Нью-Йорка Кармайн Бонавиа собирается строить свою предвыборную кампанию на предложении о легализации наркотиков. Этим очень недовольны представители мафиозных группировок, связанных с наркоторговлей, поскольку это угрожает им потерей крупных доходов. Поэтому, когда незадолго до начала выборов Бонавиа, помня о своём итальянском происхождении, отправляется в медовый месяц на родину, в Палермо, мафия предпринимает все возможные усилия с целью не допустить его избрания на пост мэра…

## В ролях
- Джеймс Белуши — Кармине Бонавия
- Мими Роджерс
- Филипп Нуаре
- Витторио Гассман
- Марино Мазе

## Съёмочная группа
- Режиссёр: Франческо Рози
- Сценаристы: Тонино Гуэрра, Франческо Рози, Гор Видал, по роману Эдмонды Шарль-Ру
- Композитор: Эннио Морриконе
- Оператор: Паскуалино Де Сантис